# Eufonía (aparato)

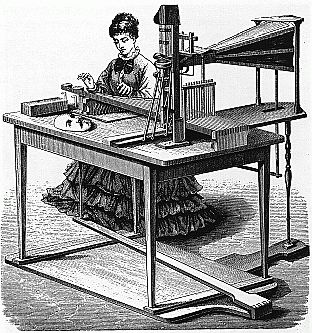
La máquina parlante "Euphonia" en Londres en 1846

Eufonía fue una máquina parlante creada en la primera mitad del siglo XIX por el inventor austriaco Joseph Faber. Fue exhibida en 1845 en Filadelfia  y en 1846 en el Egyptian Hall de Londres. Faber destruyó una versión anterior de la invención en 1844.

## Construcción
Joseph Faber pasó más de veinticinco años desarrollando su aparato mecánico. La “Fabulosa máquina parlante” estaba construida de diferentes mecanismos e instrumentos: un piano, un fuelle y una réplica mecánica de la garganta humana y órganos vocales. Presionando las teclas del teclado, el operador producía sonidos que inflaban fuelles. Esto hacía que la boca mecánica se abriese, subiéndose y moviéndose la lengua y la mandíbula mecánica. Era capaz de producir frases en Inglés, Francés y Alemán. En un reportaje de The London Journal relató que hablaba los tres con acento alemán debido a la lengua materna (alemán) del inventor. Fue P.T. Barnum quien renombro la máquina parlante como Eufonía, que sorprendentemente y seguramente por casualidad muestra de su parecido ideológico con la utopía de Héctor Berlioz, que llevaba el mismo nombre.
Eufonía no fue un artilugio novedoso ya que era similar a otros autómatas inventados, particularmente aquellos que siguieron a la mecánica general de montaje en serie y el método específico de descomposición y reconstitución del lenguaje a través de la "escansión" mecanizada. La máquina Eureka de John Clark tenía una tecnología parecida y fue inventada un año antes del debut de Eufonía. Sin embargo, fue diseñada con una función diferente, que era producir hexámetros en lugar de sonido.

## Exhibición
Eufonía fue exhibido con una máscara femenina  cubriendo la boca mecánica, la lengua y la mandíbula y a veces llevaba un vestido colgando bajo la máscara. Actuaba para el público haciendo que respondía o imitaba las palabras del operador del teclado.  Durante una actuación en Londres, el autómata también fue presentado como un hombre vestido como un turco.
Describiendo a Eufonía, el científico estadounidense del siglo XIX Joseph Henry explicó "que dieciséis palancas o teclas 'como las de un piano' proyectaron dieciséis sonidos elementales por los que 'cada palabra en todos los idiomas europeos puede ser claramente producida’. Una decimoséptima llave abrió y cerró el equivalente de la glotis, una abertura entre las cuerdas vocales. ‘El plan de la máquina es el mismo que el de los órganos humanos del habla, trabajar las varias partes con cuerdas y palancas en lugar de tendones y músculos’.
Otro relato del director de teatro londinense John Hollingshead describió la experiencia como triste y deprimente: "Requería de poca imaginación hacer creer a los muy pocos visitantes que la figura contenía un ser humano encarcelado - o medio humano -, obligado a hablar lentamente cuando atormentado por el poder invisible afuera," y que "nadie pensó por un momento que estaban siendo engañados por una segunda edición del fraude de la Niña Invisible“.